# Dżuma (powieść)
Dżuma (fr. La Peste) – powieść paraboliczna Alberta Camusa wydana w 1947 w Paryżu przez Éditions Gallimard; w języku polskim ukazała się w 1957 w tłumaczeniu Joanny Guze.
Zaliczana do dzieł XX-wiecznej literatury egzystencjalistycznej, realistycznie opowiada o epidemii dżumy w algierskim Oranie, znajdującym się wówczas w kolonii francuskiej. Wydarzenia opisane są z punktu widzenia neutralnego narratora. Głównym bohaterem jest miejscowy lekarz-idealista Bernard Rieux.
Powieść ta stała się w Polsce lekturą szkolną w szkole średniej.

## Struktura i znaczenie powieści
Powstała po II wojnie światowej i wydana w 1947 roku, powieść Camusa jest utworem o charakterze uniwersalnym. Lokalne dramatyczne wydarzenia w Oranie stanowią płaszczyznę i nośnik do przekazania szerszych treści. Jest to bowiem dzieło o ekspansji zła i o kształtowaniu różnorodnych postaw ludzkich w jego obliczu. Dżuma jako powieść paraboliczna posługuje się uogólnieniem, schematyczną fabułą do przedstawienia zagadnień szerszych, doniosłych i aktualnych w każdej epoce. Temu celowi podporządkowane są opisy miejsca, akcji i stylu życia ludzi – zwyczajność, przeciętność, szara codzienność z elementami radości i smutku, a następnie skutki epidemii w mieście i sercach ludzkich. Paraboliczną konstrukcję powieści podkreśla także zasygnalizowany, ale niedookreślony czas akcji.
Utwór powstał na tle osobistych doświadczeń autora, na podstawie przeżyć związanych z wojną, rozstaniami, śmiercią, zjawiskiem masowej zagłady, brakiem środków do życia i stałym poczuciem zagrożenia. Jednak jako dzieło uniwersalne pozwala dostrzec w ukazanych zdarzeniach i postawach ich odpowiedniki nie tylko związane z wojną. Czytelnik może dostrzec w dżumie jakieś inne zło, wobec którego też należy przyjąć określoną postawę. Refleksje narratora, dialogi postaci, wątpliwości, poglądy, spostrzeżenia – stanowią wyraz zmagań ze złem, które trzeba wyjaśnić, zinterpretować, zakwalifikować. Jest to więc dzieło o podstawowych dylematach człowieka, sprawach sumienia, kontaktów międzyludzkich i honoru. Ale również o dojrzewaniu w człowieku dobra i wyzwalaniu go dla potrzeb innych w warunkach powszechnego i ekstremalnego zagrożenia.

## Znaczenie tytułu
- Dżuma jako choroba, która zaatakowała Oran: jest to znaczenie realistyczne, któremu podlega całość wydarzeń w powieści. Lecz jako choroba dżuma oznacza także zarazę, żywioł, który w każdej chwili i nie wiadomo skąd może spaść na społeczność ludzką. To symbol zagrożenia człowieka wobec sił, na które nie ma on wpływu.
- Dżuma jako wojna: znaczenie przenośne, bo też wojna stanowi niszczący żywioł nieco odmienny od choroby, gdyż jej sprawcami są ludzie. Lecz jest równie groźna – i także jest „godziną próby”, która wyzwala u ludzi różne zachowania i postawy. Z wojną zaś łączy się totalitaryzm, który uważać można za kolejną odmianę zarazy.
- Dżuma jako zło tkwiące w człowieku: wewnętrzna zaraza, negatywny pierwiastek, który tkwi w każdej jednostce ludzkiej i z którym trzeba się zmagać. To zło ujawnia się często w chwilach zagrożenia, takich jak żywioł lub wojna. Poraża, niszczy i rodzi nowe zło – jest zatem podobnie zaraźliwą chorobą jak dżuma: Każdy z nas nosi w sobie dżumę, nikt bowiem, nikt na świecie nie jest od niej wolny.

## Adaptacje
Powieść stała się inspiracją dla powstałego w 1963 poematu symfonicznego Roberto Gerharda zatytułowanego The Plague. W 1992 argentyński reżyser Luis Puenzo ekranizował powieść Camusa pod tym samym tytułem.